# Frederick Traugott Pursh
Frederick (Friedrich) Traugott Pursh, ursprungligen Pursch, född den 4 februari 1774 i Grossenhain, Sachsen, död den 11 juli 1820 i Montreal, var en  tyskfödd kanadensisk botanist.
Pursh, som utvandrade till Nordamerika 1799, författade några floristiska arbeten, av vilka det främsta är Flora Americæ septentrionalis (2 band, 1814).
Auktorsnamnet Pursh kan användas för Frederick Traugott Pursh i samband med ett vetenskapligt namn inom botaniken; se Wikipediaartiklar som länkar till auktorsnamnet.